# SREBP
Sterol regulatory element-binding proteins (SREBPs) - білок, що регулює обмін стеролів в організмі людини.  Головним стеролом в організмі людини є холестерол. У ссавців, цей білок кодується генами SREBF1 та SREBF2 відповідно. Тобто за високого рівня холестеролу він знаходиться в мембрані, за низького – від’єднується від мембрани, проникає в ядро.

## Механізм взаємодії
SREBP реагує на стерол, що знаходиться в ендоплазматичному ретикулумі (ЕПР). Якщо стеролів стає мало, він починає переміщатись з ЕПР в комплекс Ґольджі, де зазнає обмеженого протеолізу. Завдяки цьому процесу він відділяється від мембрани і може транспортуватись в ядро, бо тепер він має необхідну послідовність амінокіслот, що дозволяють проникнути в ядро. Проникаючи в ядро, виконує свою функцію: він є днк-зв'язуючим протеїном, який «сідає» на відповідні респонс-елементи (srep response element в цьому разі), і починається експресія генів, що необхідні для синтезу холестеролу (більш наглядно: The SREBP Pathway).

## Література

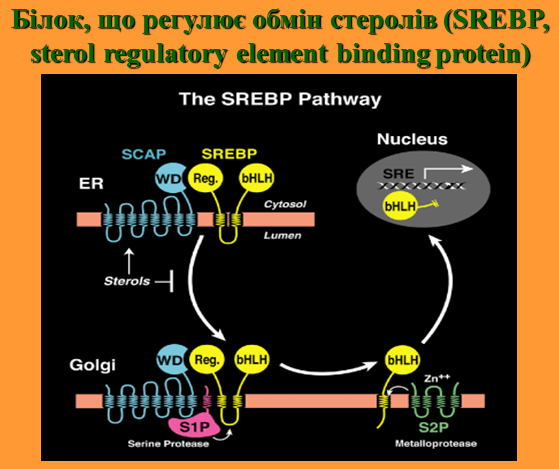
Білок що регулює обмін стеролів